# Sagsdorf
Koordinaten: 53° 44′ N, 11° 48′ O
Sagsdorf ist ein Ortsteil der Stadt Sternberg im Landkreis Ludwigslust-Parchim in Mecklenburg-Vorpommern. Bekannt ist er durch seine geschichtsträchtige Brücke über den Fluss Warnow, an der mecklenburgische Landtage stattfanden und 1549 die Einführung der Reformation in Mecklenburg beschlossen wurde.

## Geografie
Das Dorf liegt im nördlichen Teil der Sternberger Seenlandschaft am Nordufer der Warnow südlich eines großen Waldgebietes, in dem sich der Lange See und der Schwarze See befinden. Westlich des Ortes liegt das Kirchmoor.
|  |  |

## Geschichte

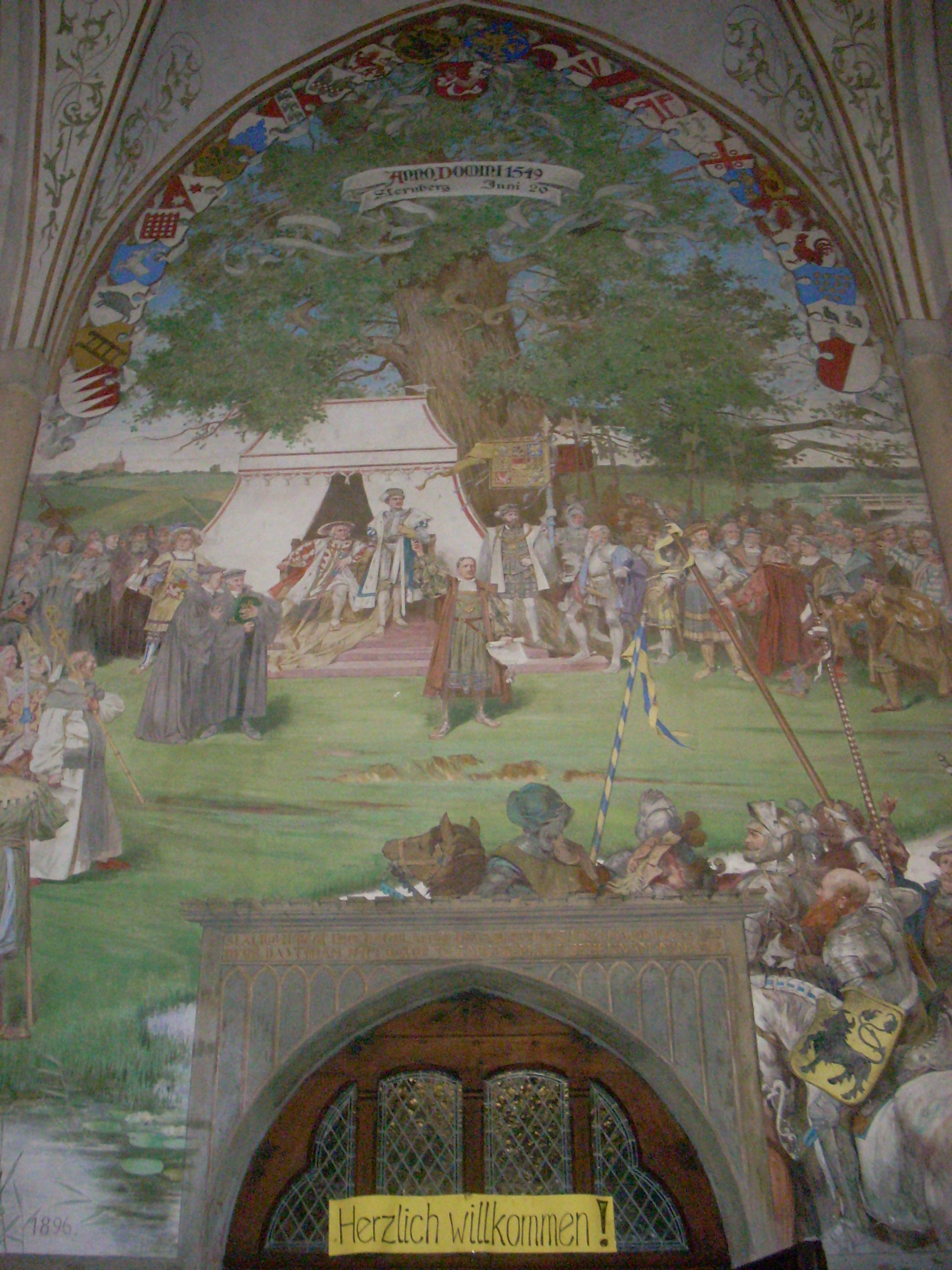
Historisierende Darstellung des Landtages an der Sagsdorfer Brücke in der Stadtkirche Sternberg

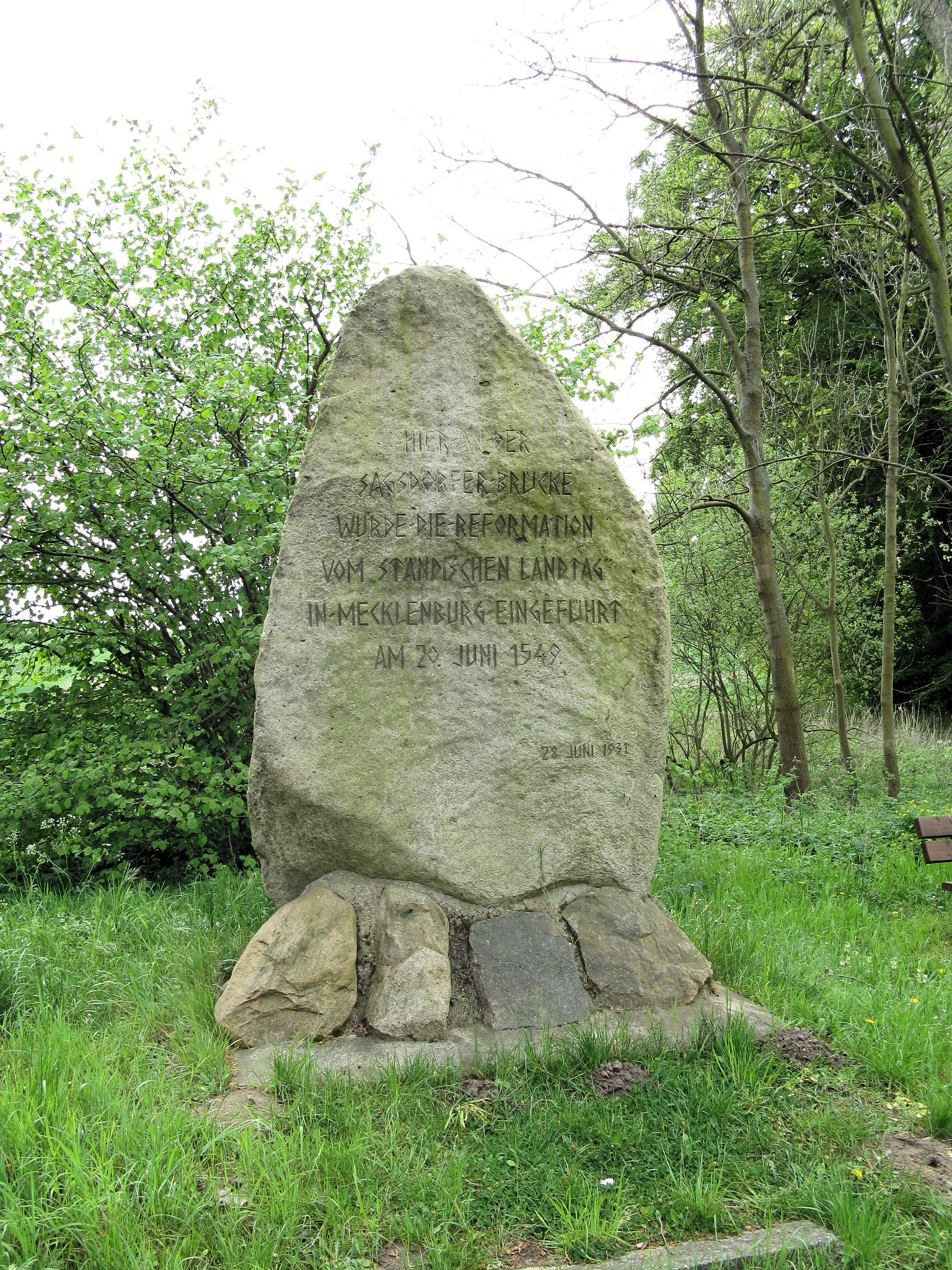
Reformationsstein

Sagsdorf erlangte durch die mecklenburgischen Landtage, die seit 1275 an der Sagsdorfer Brücke stattfanden, historische Bedeutung. Hier trafen sich die mecklenburgischen Herrscher und die mecklenburgischen Landstände (Ritterschaft, Geistlichkeit und Bürgermeister als Vertreter der Landschaft), um über Steuern, Gesetze, Privilegien und Kriegszüge zu verhandeln. Die Verhandlungen wurden damals unter freiem Himmel durchgeführt und dauerten jeweils nur einen Tag. Der letzte große Akt mecklenburgischer Landespolitik an der Sagsdorfer Brücke war im Jahre 1549 der Beschluss der Vereinten Landstände, die Reformation in Mecklenburg einzuführen. An die landesgeschichtliche Bedeutung der Sagsdorfer Brücke erinnert bis heute ein Denkmal, der Reformationsstein.
Der Ort lag früher am Dreiländereck zwischen den Gebieten der mecklenburgischen Fürsten, des Bischofs zu Schwerin und der Herrschaft Werle und wurde aus diesem Grund für die Landtage ausgewählt. Nach 1549 fanden die Landtage (im jährlichen Wechsel mit Malchin) auf dem nahen Sternberger Judenberg statt und wurden später in das Rathaus verlegt.
Sagsdorf selbst gehörte bis zur Säkularisation zum Bistum Schwerin und war bis Anfang des 16. Jahrhunderts das Stammlehngut der von Bibow. Am 14. Juli 1581 verkaufte Heidenrich von Bibow für 1700 Gulden das Gut an den Stiftshauptmann zu Bützow Jürgen (von) Wackerbarth. Im Jahr 1631 verpfändete Jürgen (von) Wackerbarth das Gut Katelbogen inklusive Sagsdorf an den Rostocker Bürger Joachim Lohrmann. Wenig später verloren die Wackerbarths endgültig den Besitz über das Gut. Seit 1758 war Sagsdorf Domanium der Herzöge zu Mecklenburg.
Nach 1918 gehörte Sagsdorf zum Freistaat Mecklenburg-Schwerin, dann ab 1934 als Ortsteil der Gemeinde Sülten zum Land Mecklenburg. 1919 kam das bisherige Dominalamt Warin-Neukloster-Sternberg-Tempzin zum neugebildeten Kreis Wismar. Nach dem Zweiten Weltkrieg wurde 1952 das Land Mecklenburg aufgelöst und Sagsdorf dem Kreis Sternberg im Bezirk Schwerin zugeordnet. Nach der Wende kam es als Ortsteil von Groß Görnow zum Land Mecklenburg-Vorpommern und nach der Auflösung des Kreises Sternberg 1994 zum neugebildeten Landkreis Parchim. 2003 wurde Groß Görnow und damit auch Sagsdorf nach Sternberg eingemeindet.

## Verkehr
Sagsdorf liegt an keiner überregionalen Verkehrsverbindung. Es wird mit einer kurzen Stichstraße von der Landstraße von Sternberg nach Groß Görnow erschlossen.